# خيميرت- باكل
خيميرت- باكل Gemert-Bakel  بلدية وبلدة بمقاطعة شمال برابنت، جنوبي هولندا.

## طوبوغرافيا
خريطة طوبوغرافية هولندية لبلدية خيميرت- باكل، يونيو 2015، (تقرأ بعد ثلاث نقرات على الخريطة).

## أعلام
- ثيو ويليمز